# Де Мария, Уолтер
Уолтер Де Мария (англ. Walter De Maria; 1 октября 1935, Олбани, Калифорния — 25 июля 2013, Нью-Йорк) — американский скульптор и композитор, его художественная практика связана с флуксусом, минимализмом (один из самых ранних представителей движения, образцы которого создавал около 1960), концептуальным искусством и лэнд-артом.

## Биография
Изучал историю и искусство в Университете Калифорнии в Беркли, с 1953 по 1959. Он переехал в Нью-Йорк в 1960, написал эссе по искусству, которое было опубликовано в 1963 в «Young’s An Anthology».
В 1961 Де Мария сделал свою первую деревянную скульптуру. Вместе с Робертом Уитменом (Robert Whitman) открыл 9 Great Jones Street gallery в Нью-Йорке в 1963, в этом же году там состоялась первая персональная выставка скульптуры Де Мария.

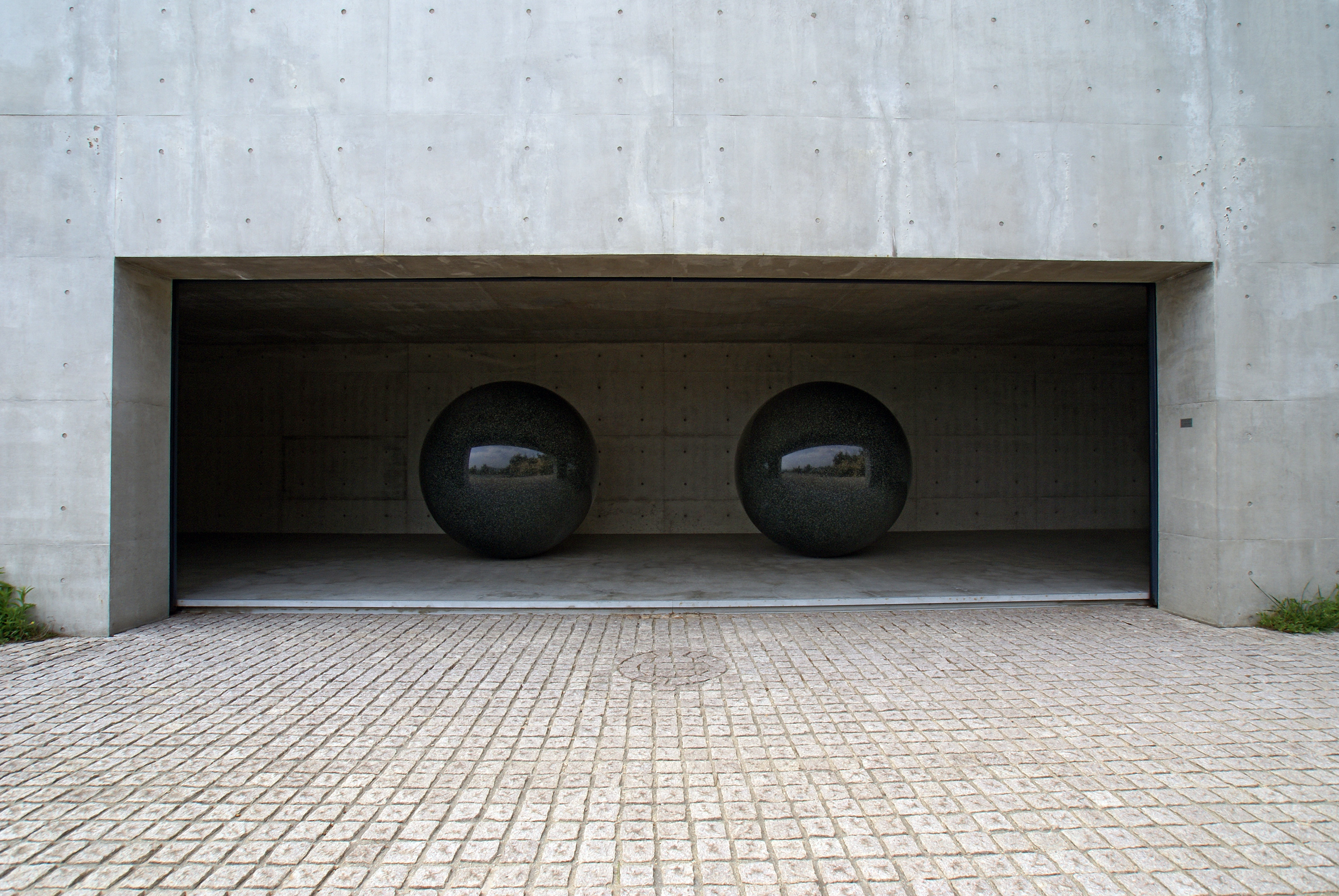
Seen/Unseen Known/Unknown в Японии

Его ранние скульптуры 1960-х находились под влиянием дадаизма и других модернистских движений. Это влияние привело Де Мария к использованию простых геометрических форм и промышленных материалов, таких как сталь и алюминий, характерных для минимализма (начал создавать в 1965 при поддержке коллекционера Robert C. Scull). Он продолжал работать в дереве, начал свои «невидимые рисунки».
В середине 1960-х был вовлечен во множество проектов. Его работа «Cage» для Кейджа была включена в знаковую выставку «Primary Structures» (1966) в Еврейском музее в Нью-Йорке. Он участвовал в хеппенингах, сочинил два музыкальных произведения (Cricket Music, 1964; Ocean Music, 1968), снял два фильма (1969). Он также был барабанщиком в нью-йоркской рок-группе «The Primitives» и художником/музыкантом группы «The Druds».
С 1968 он создавал минималистские скульптуры и инсталляции, такие как «Munich Erdraum» (1968). Реализовал лэнд-арт проекты в пустыне на юго-западе США, с намерением создать ситуации, когда ландшафт и природа, свет и погода становятся интенсивным физическим и психическим опытом. «Рисунок длиной в милю» (1968) представлял собой две параллельные меловые черты в Моджавской пустыне.
Де Мария стал одним из лидеров лэнд-арта в 1968, когда наполнил Галерею Heiner Friedrich в Мюнхене грязью. В этом же году он также принял участие в Документе в Касселе. Большая выставка скульптур Де Мария состоялась в Kunstmuseum Basel в 1972.
Работы с землей и серийные геометрические скульптуры продолжали доминировать в творчестве Де Мария в 1970-х: «Three Continent Project» (1972), «Lightning Field» (1977). В 1977 Де Мария воссоздал «Earth Room» в Галерее Heiner Friedrich в Нью-Йорке.
The Lightning Field (1977) — наиболее известная работа Де Мария. Она состоит из 400 столбов из нержавеющей стали, установленных на площади 1 миля х 1 км. Время суток и погода меняют оптический эффект.

## Цитаты
- «Уолтер де Мария избегал публичности — не любил давать интервью, фотографироваться, участвовать в групповых музейных выставках, еще в молодости предпочтя им тактику одиноких интервенций — дикий пейзаж, городское пространство или музейный зал, который нужен был ему весь, целиком, без остатка»[6] — Анна Толстова, 2013.